# Frankston (Texas)
Frankston é uma cidade  localizada no estado norte-americano do Texas, no Condado de Anderson.

## Demografia
Segundo o censo norte-americano de 2000, a sua população era de 1209 habitantes.
Em 2006, foi estimada uma população de 1267, um aumento de 58 (4.8%).

## Geografia
De acordo com o United States Census Bureau tem uma área de
6,4 km², dos quais 6,4 km² cobertos por terra e 0,0 km² cobertos por água.

## Localidades na vizinhança
O diagrama seguinte representa as localidades num raio de 16 km ao redor de Frankston.